# Myzostoma antennatum
Myzostoma antennatum is een ringworm uit de familie Myzostomatidae.
Myzostoma antennatum werd in 1884 voor het eerst wetenschappelijk beschreven door Graff.